# Verkiezingen (Namibië)
De presidentsfunctie van Namibië en de leden van de Nationale Vergadering van Namibië, de Regionale Raad en de lokale raden worden via verkiezingen aangeduid. De verkiezingen voor de Nationale Vergadering worden proportioneel georganiseerd en het hele land wordt als één kieskring beschouwd. Ook de lokale verkiezingen worden proportioneel en met een gesloten partijlijst gehouden. De presidentsverkiezingen verlopen echter volgens het meerderheidsstelsel waarbij een absolute meerderheid behaald moet worden. De Regionale Raden worden elke zes jaar via een first-past-the-post-systeem verkozen.
De Namibische verkiezingen van 1989 zorgden voor de samenstelling van de Grondwettelijke vergadering.
De voorlaatste presidentsverkiezingen waren die van 2004.